# Palacio de Casassús
El Palacio de Casassús es un palacio señorial estructurado en tres plantas situado en Alcira (Valencia) España. En su planta baja destacan los arcos góticos y en la fachada su escudo nobiliario, que es bien de interés cultural (número R-I-51-0011340).
El conjunto del palacio, situado en la plaza de Casassús, es Bien de Relevancia Local con identificador número 46.20.017-014.

## Descripción
El antiguo palacio de Casassús está ubicado en la plaza que lleva el mismo nombre y fue comprado por el Ayuntamiento de Alcira en el año 2005. El inmueble data del siglo XVII y tiene 770 metros cuadrados en tres plantas con una fachada de tipo palacio señorial. Se podría decir que, junto con el Ayuntamiento, es uno de los ejemplos de arquitectura foral de la comarca.
El antiguo Palacio de Casassús, de finales del siglo XVII, fue adquirido en 2005 por el Ayuntamiento de Alcira, por aproximadamente 600 000 euros, para rehabilitado y dedicarlo a dependencias y servicios municipales, de la Asociación Empresarial, de la Cámara de Comercio y de la Sociedad del Polígono Industrial. En mayo de 2012 no estaba claro ni la rehabilitación ni el destino final del edificio.